# 陳啟祥
陳啟祥（？—？）為中國清朝武官官員，本籍福建。陳啟祥於1864年（同治3年）奉旨接替葉晞暘，於台灣地區擔任台灣水師協副將。而隸屬台灣鎮之下的此官職是台灣清治時期的這階段，全台灣的海防軍事層級最高武將，其統帥三標水營，數千名水師兵勇。
| 前任： 葉晞暘 | 台灣水師協副將 1864年上任 | 繼任： 江國珍 |